# カテリナ・サケラロプル
カテリナ・サケラロプル（ギリシア語: Κατερίνα Σακελλαροπούλου、英語: Katerina Sakellaropoulou、1956年5月30日 -）は、ギリシャの政治家、裁判官。2020年から同国大統領（第9代）を1期5年務めた。ギリシャ初の女性大統領である。

## 経歴
1956年5月30日にテッサロニキに誕生し、1978年にアテネ大学法学部を卒業した。1980年代からギリシャの行政訴訟の最高裁判所に当たる国家評議会に勤務し、1989年から1990年までパリ第2大学（パンテオン・アサス）で学んだ。2018年10月からは女性として初めて国家評議会の議長を務めた。憲法や環境法を専門とする。

## 大統領

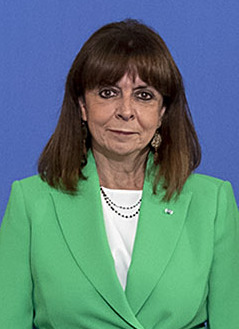
2021年9月15日撮影

2020年1月15日にミツォタキス首相はサケラロプルを次期大統領候補として指名した。1月22日のギリシャ議会における大統領選挙では与党・新民主主義党の他、最大野党・急進左派連合などの支持も得て国会議員300人中261人が賛成し、サケラロプルは大統領に選出された。3月13日に議会において、ギリシャ正教会大主教立ち合いのもと、就任宣誓式が行われた。2019新型コロナウイルス感染拡大を懸念し参列者は大幅に減らされ、翌日に開催予定の就任祝賀式典は中止された。
ギリシャはヨーロッパの他の国々と比べて政界に女性が少なく、欧州ジェンダー平等研究所が発表するジェンダー平等指数では最下位となっていた。今回のサケラロプルの大統領就任には、こうした批判に対抗する意図があったと見られている。なお、ギリシャでは政治の実権は首相が有しており、大統領は儀礼的な権限しか持たない。

## 家族
父親のニコラオス・サケラロプロス（Νικόλαος Σακελλαρόπουλος）も裁判官であり、ギリシャの民事・刑事訴訟の最高裁判所「アリオス・パゴス」の副長官を務めた。サケラロプルは離婚しており、現在はパヴロス・コツォニスという弁護士の男性とパートナーの関係にある。また、元夫との間にはニオヴィという娘がいる。コツォニスとニオヴィは共に3月13日の宣誓式にも出席した。